# إلين ديفيد
إلين ديفيد هي ممثلة كندية، ولدت في 1953 بمونتريال في كندا.

## أعمال

### مسلسلات
- آرثر

## وصلات خارجية
- إلين ديفيد على موقع IMDb (الإنجليزية)
- إلين ديفيد على موقع ألو سيني (الفرنسية)
- إلين ديفيد على موقع أول موفي (الإنجليزية)
- إلين ديفيد على موقع قاعدة بيانات الفيلم (الإنجليزية)
- إلين ديفيد على موقع كينوبويسك (الروسية)